# Indische Cricket-Nationalmannschaft in Irland in der Saison 2023
Die Tour der indischen Cricket-Nationalmannschaft nach Irland in der Saison 2023 fand vom 18. bis zum 23. August 2023 statt. Die internationale Cricket-Tour war Bestandteil der Internationalen Cricket-Saison 2023 und umfasste drei Twenty20s. Indien gewann die Serie mit 2–0.

## Vorgeschichte
Indien bestritt zuvor eine Tour gegen den West Indies, Irland eine Tour gegen Bangladesch. Das letzte Aufeinandertreffen der beiden Mannschaften bei einer Tour fand in der Saison 2022 in Irland statt.

## Stadion
Das folgende Stadion wurde für die Tour als Austragungsort vorgesehen.
| Stadion                      | Stadt  | Kapazität | Spiele      |
| ---------------------------- | ------ | --------- | ----------- |
| Malahide Cricket Club Ground | Dublin | 11.500    | 1. – 3. T20 |

## Kaderlisten
Indien benannte seinen Kader am 31. Juli 2023. Irland benannte seinen Kader am 4. August 2023.
| Twenty20 | Twenty20 |
| Irland | Indien |
| --- | --- |
| - Paul Stirling (K) - Mark Adair - Ross Adair - Andrew Balbirnie - Curtis Campher - Gareth Delany - George Dockrell - Fionn Hand - Josh Little - Barry McCarthy - Harry Tector - Lorcan Tucker (wk) - Ben White - Theo van Woerkom - Craig Young | - Jasprit Bumrah (K) - Ruturaj Gaikwad (VK) - Shahbaz Ahmed - Ravi Bishnoi - Shivam Dube - Yashasvi Jaiswal - Prasidh Krishna - Mukesh Kumar - Avesh Khan - Sanju Samson (wk) - Arshdeep Singh - Rinku Singh - Jitesh Sharma (wk) - Washington Sundar - Tilak Varma |

## Twenty20 Internationals

### Erstes Twenty20 in Dublin
| 18. August Scorecard | Dublin | Irland 139-7 (20)                      | – | Indien 47-2 (6.5/6.5) |
|                      |        | Indien gewinnt mit 2 Runs (D/L method) |   |                       |

Indien gewann den Münzwurf und entschied sich als Feldmannschaft zu beginnen. Als Spieler des Spiels wurde Jasprit Bumrah ausgezeichnet.

### Zweites Twenty20 in Dublin
| 20. August Scorecard | Dublin | Indien 185-5 (20)          | – | Irland 152-8 (20) |
|                      |        | Indien gewinnt mit 33 Runs |   |                   |

Irland gewann den Münzwurf und entschied sich als Feldmannschaft zu beginnen. Als Spieler des Spiels wurde Rinku Singh ausgezeichnet.

### Drittes Twenty20 in Dublin
| 23. August Scorecard | Dublin | Irland         | – | Indien |
|                      |        | Spiel abgesagt |   |        |

Spiel wurde auf Grund von Regenfällen abgesagt.

## Auszeichnungen

### Player of the Series
Als Player of the Series wurden der folgende Spieler ausgezeichnet.
| Serie   | Player of the Series |
| ------- | -------------------- |
| Tweny20 | Jasprit Bumrah       |

### Player of the Match
Als Player of the Match wurden die folgenden Spieler ausgezeichnet.
| Spiel       | Player of the Match |
| ----------- | ------------------- |
| 1. Twenty20 | Jasprit Bumrah      |
| 2. Twenty20 | Rinku Singh         |
| 3. Twenty20 | –                   |